# 대한민국 제20대 대통령 선거 더불어민주당 후보 경선
더불어민주당 제20대 대통령 후보 경선은 대한민국 제20대 대통령 선거에서 더불어민주당 후보를 선출하기 위하여 실시된 경선이다. 경선 결과 이재명 후보가 대통령 선거 후보로 선출되었다.
6월 28일, 예비경선 후보자 등록으로 경선 일정이 시작되었다. TV 토론 등을 거쳐 7월 11일 컷오프를 실시, 9명의 예비 후보자 중 본경선 후보자 6명이 결정되었다. 7월 19일, 당 지도부가 감염증과 관련하여 경선 일정의 한 달여 연기를 결정하였고, 9월 4일 대전·충남 지역을 시작으로 전국 순회 경선 일정이 시작되었다.
10월 10일 순회 경선 마지막 일정까지 치러진 결과, 이재명 후보가 과반인 50.29%의 득표율을 기록하였으며, 이어 이낙연 후보 39.14%, 추미애 후보 9.01%, 박용진 후보 1.55%로 집계되었다.
이재명 후보가 과반을 득표함에 따라, 결선 투표 없이 곧바로 대통령 선거 후보자에 선출되었다. 이상민 선거관리위원장의 경선 결과 발표 이후, 송영길 당대표가 후보자추천서를 이재명 대통령 후보자에게 전달하였다. 이재명 후보자의 후보수락연설과 소회 발표를 끝으로 경선이 끝났다.
11일 이낙연 후보 측의 사퇴후보자에 대한 무효표 처리와 관련한 이의제기가 있었으나 오후에 열린 더불어민주당 당무위원회에서 기각되었으며,  이낙연 후보가 13일 경선 결과를 수용한다고 밝혔다.

## 선출 방법
더불어민주당은 대의원이나 권리당원(당비 납부 당원) 뿐 아니라 일반 국민들도 대통령 후보 선출 당내 경선에 투표할 수 있도록 하는 국민 참여 경선제를 채택하고 있다. 이에 따라 더불어민주당은 3차례에 걸쳐 국민 선거인단을 모집하였다.
더불어민주당은 전국을 11개 권역으로 나누어 권역별 순회 경선을 실시하기로 하였다. 다만 국민 선거인단은 유선전화로 선거인단에 가입한 경우에만 순회 경선에 참여하도록 하고, 온라인 또는 휴대전화로 가입한 경우 별도의 날짜에 투표하도록 하였다.
순회 경선은 권역마다 5일 씩 진행하기로 하였는데, 첫 이틀은 온라인 투표, 그 다음 사흘은 ARS 투표, 그리고 ARS 투표의 마지막 날인 다섯째 날에는 현장 투표를 실시하기로 하였다. ARS 투표의 경우 첫 이틀은 당에서 선거인에게 전화를 거는 강제 ARS 투표로, 마지막 하루는 선거인이 전화를 거는 자발 ARS 투표로 진행하기로 하였다. 또한 권리당원 선거인단은 온라인 투표와 ARS 투표 중에 하나를 선택하여 투표하도록 하고, 대의원 선거인단과 유선전화로 가입한 국민 선거인단은 현장 투표를 하도록 하였다.
그러나 더불어민주당 선거관리위원회는 9월 6일 의결을 통해 대구·경북 경선부터는 대의원 선거인단도 온라인 투표와 ARS 투표 중에 하나를 선택하여 투표하도록 하고, 유선전화로 가입한 국민 선거인단만 현장 투표를 하도록 변경하였다.
온라인 또는 휴대전화로 가입한 국민 선거인단은 1차 모집 기간에 가입한 경우 9월 8일에서 9월 12일 사이에, 2차 모집 기간에 가입한 경우 9월 29일에서 10월 3일 사이에, 3차 모집 기간에 가입한 경우 10월 6일에서 10월 10일 사이에 투표하도록 하였다. 투표 방법은 순회 경선과 마찬가지로 첫 이틀 동안은 온라인 투표, 그 다음 사흘 동안은 ARS 투표를 진행하기로 하였다.
만약 경선이 모두 마무리된 결과 과반을 득표한 후보가 없을 시 상위 득표자 2인을 놓고 결선 투표를 실시하기로 하였다.
마지막으로, 경선에 너무 많은 후보가 참가하는 것을 방지하기 위하여 본 경선 이전에 예비경선을 실시하여 상위 득표자 6명만이 본 경선에 진출할 수 있도록 하였다. 예비경선은 일반 국민 여론조사와 당원 여론조사를 실시한 후 각각 50% 씩 반영하는 방식으로 진행되었다.

## 경과
2021년 5월 9일, 박용진 의원이 대선 출마를 공식 선언하였다.
5월 12일, 양승조 충청남도지사가 대선 출마를 공식 선언하였다.
5월 27일, 이광재 의원이 대선 출마를 공식 선언하였다.
6월 3일, 최문순 강원도지사가 대선 출마를 공식 선언하였다.
6월 17일, 정세균 전 국무총리가 대선 출마를 공식 선언하였다.
6월 23일, 추미애 전 법무부장관이 대선 출마를 공식 선언하였다.
6월 25일, 더불어민주당은 제20대 대통령 선거 후보 선출을 위한 경선 일정을 확정하였다. 앞서 비이재명계에서 경선 연기를 주장하고, 이로 인하여 여러 번 경선 일정이 취소된 바 있었으나, 송영길 더불어민주당 대표가 "경선 연기는 없다"며 경선 일정을 확정하였다.
6월 28일부터 6월 30일까지 예비경선 후보자 등록이 실시되었다. 28일에는 최문순 강원도지사가, 29일에는 김두관 의원, 박용진 의원, 양승조 충청남도지사, 이광재 의원, 이낙연 의원이, 30일에는 이재명 경기도지사, 정세균 전 국무총리, 추미애 전 법무부 장관이 후보로 등록하였다. 최종적으로 총 9인의 후보가 예비경선에 후보로 등록하였다.
7월 1일, 이재명 경기도지사와 김두관 의원이 각각 대선 출마를 공식 선언하였다.
7월 3일부터 7월 8일까지 예비경선 후보자 TV 토론회를 실시하였다.
6월 28일, 이광재 후보와 정세균 후보가 단일화에 합의하였다. 어느 후보로 단일화할지는 7월 5일까지 결정한다고 밝혔다.
7월 5일, 이낙연 후보가 대선 출마를 공식 선언하였다. 같은 날, 이광재 후보가 정세균 후보와 단일화하여 후보직을 사퇴하였다. 이로써 예비경선에는 8인의 후보가 참여하게 되었다.
7월 9일부터 7월 11일까지 예비경선 여론조사가 실시되었다. 여론조사는 일반 국민 여론조사와 당원 여론조사를 동시에 진행한 뒤 각각의 결과를 50% 씩 반영하는 방식으로 진행되었다.
7월 11일 더불어민주당은 예비경선 결과를 발표하였다. 그 결과 최문순, 양승조 두 후보가 탈락하고 본경선 진출자 6인(추미애, 이재명, 정세균, 이낙연, 박용진, 김두관)이 확정되었다.
7월 19일, 코로나19 범유행 제4차 대유행의 여파로 원내대책회의에서 경선 일정을 4~5주 미루고 후보 선출일을 10월 10일로 바꾸기로 결정하였다.
9월 4일, 대전·충남의 투표 결과가 발표되었다. 전체 선거인 52,820명 중 25,564명이 투표하였으며 이재명 후보가 14,012표로 54.81%, 김두관 후보가 214표로 0.84%, 정세균 후보가 2,003표로 7.84%, 이낙연 후보가 7,007표로 27.41%, 박용진 후보가 624표로 2.44%, 추미애 후보가 1,704표로 6.67%를 득표해 이재명 후보가 승리하였다.
9월 5일, 세종·충북의 투표 결과가 발표되었다. 전체 선거인 23,803명 중 12,899명이 투표하였으며 이재명 후보가 7,035표로 54.54%, 김두관 후보가 120표로 5.49%, 정세균 후보가 708표로 5.49%, 이낙연 후보가 3,834표로 29.72%, 박용진 후보가 287표로 2.22%, 추미애 후보가 915표로 7.09%를 득표해 이재명 후보가 승리하였다.
9월 6일, 더불어민주당은 대의원 선거인단의 투표 방식을 현장 투표에서 온라인 투표 및 ARS 투표로 변경한다고 발표하였다. 따라서 9월 7일부터 9월 11일까지 실시되는 대구·경북 경선부터는 유선전화로 선거인단에 가입한 국민 선거인단만이 현장 투표에 참여하게 되었다. 이상민 선관위원장은 "방역에 위험이 있다는 우려의 목소리" 때문에 이같은 결정을 내렸다고 설명하였다.
9월 8일, 이낙연 후보가 국회의원직 사퇴를 선언하였다.
9월 11일 대구·경북의 투표 결과가 발표되었다. 전체 선거인 16,170명 중 11,735명이 투표하였으며 이재명 후보가 5,999표로 51.12%, 김두관 후보가 151표로 1.29%, 정세균 후보가 423표로 3.60%, 이낙연 후보가 3,284표로 27.98%, 박용진 후보가 137표로 1.17%, 추미애 후보가 1,741표로 14.84%를 득표해 이재명 후보가 승리하였다.
9월 12일 강원 및 1차 국민 선거인단의 투표 결과가 발표되었다. 이재명 후보가 승리하였다.
9월 13일, 정세균 후보가 사퇴를 선언하였다.
9월 15일, 이낙연 후보의 국회의원직 사퇴가 국회에서 허가되었다.
9월 26일, 김두관 후보가 이재명 후보 지지를 선언하며 사퇴하였다. 다만 정식 사퇴 접수는 다음날인 9월 27일 이루어졌다.

## 후보자

### 예비경선
| 더불어민주당 제20대 대통령 선거 예비경선 후보 | 더불어민주당 제20대 대통령 선거 예비경선 후보 | 더불어민주당 제20대 대통령 선거 예비경선 후보 | 더불어민주당 제20대 대통령 선거 예비경선 후보 | 더불어민주당 제20대 대통령 선거 예비경선 후보 |
| 기호                                          | 후보                                          | 생년                                          | 경력 | 비고                                          |
| --------------------------------------------- | --------------------------------------------- | --------------------------------------------- | --- | --------------------------------------------- |
| 1                                             | 추미애                                        | 1958년                                        | 제67대 법무부 장관 더불어민주당 상임고문 前 더불어민주당 당대표 제15·16·18·19·20대 국회의원 | 본경선 진출                                   |
| 2                                             | 이광재                                        | 1965년                                        | 제35대 강원도지사 대통령비서실 국정상황실장 제17·18·21대 국회의원 | 7월 5일 사퇴                                  |
| 3                                             | 이재명                                        | 1963년                                        | 제35대 경기도지사 제19·20대 경기도 성남시장 | 본경선 진출                                   |
| 4                                             | 정세균                                        | 1950년                                        | 제20대 전반기 국회의장 제46대 국무총리 제9대 산업자원부 장관 더불어민주당 상임고문 前 민주당 대표최고위원 前 열린우리당 의장 前 열린우리당 원내대표 前 새천년민주당·열린우리당 정책위원회 의장 제15·16·17·18·19·20대 국회의원 | 본경선 진출                                   |
| 5                                             | 이낙연                                        | 1952년                                        | 제45대 국무총리 제37대 전라남도지사 더불어민주당 상임고문 前 더불어민주당 당대표 前 민주당 원내대표 前 민주당 사무총장 제16·17·18·19·21대 국회의원                                                                            | 본경선 진출                                   |
| 6                                             | 박용진                                        | 1971년                                        | 제20·21대 국회의원 | 본경선 진출                                   |
| 7                                             | 양승조                                        | 1959년                                        | 제38대 충청남도지사 제17·18·19·20대 국회의원 |                                               |
| 8                                             | 최문순                                        | 1956년                                        | 제36·37·38대 강원도지사 제18대 국회의원 前 문화방송 기자 제27대 문화방송 사장 |                                               |
| 9                                             | 김두관                                        | 1958년                                        | 제5대 행정자치부 장관 제34대 경상남도지사 제38·39대 경상남도 남해군수 제20·21대 국회의원 | 본경선 진출                                   |

### 본경선
| 더불어민주당 제20대 대통령 선거 본경선 후보 | 더불어민주당 제20대 대통령 선거 본경선 후보 | 더불어민주당 제20대 대통령 선거 본경선 후보 | 더불어민주당 제20대 대통령 선거 본경선 후보 | 더불어민주당 제20대 대통령 선거 본경선 후보 |
| 기호                                        | 후보                                        | 생년                                        | 경력 | 비고                                        |
| ------------------------------------------- | ------------------------------------------- | ------------------------------------------- | --- | ------------------------------------------- |
| 1                                           | 이재명                                      | 1963년                                      | 제35대 경기도지사 제19·20대 경기도 성남시장 | 최종 후보자 선출                            |
| 2                                           | 김두관                                      | 1958년                                      | 제5대 행정자치부 장관 제34대 경상남도지사 제38·39대 경상남도 남해군수 제20·21대 국회의원 | 9월 26일 사퇴                               |
| 3                                           | 정세균                                      | 1950년                                      | 제20대 전반기 국회의장 제46대 국무총리 제9대 산업자원부 장관 더불어민주당 상임고문 前 민주당 대표최고위원 前 열린우리당 의장 前 열린우리당 원내대표 前 새천년민주당·열린우리당 정책위원회 의장 제15·16·17·18·19·20대 국회의원 | 9월 13일 사퇴                               |
| 4                                           | 이낙연                                      | 1952년                                      | 제45대 국무총리 제37대 전라남도지사 더불어민주당 상임고문 前 더불어민주당 당대표 前 민주당 원내대표 前 민주당 사무총장 제16·17·18·19·21대 국회의원                                                                            |                                             |
| 5                                           | 박용진                                      | 1971년                                      | 제20·21대 국회의원 |                                             |
| 6                                           | 추미애                                      | 1958년                                      | 제67대 법무부 장관 더불어민주당 상임고문 前 더불어민주당 당대표 제15·16·18·19·20대 국회의원 |                                             |

## 결과

### 예비경선
| 후보   | 컷오프 여부 | 결과        |
| ------ | ----------- | ----------- |
| 추미애 | 통과        | 본경선 진출 |
| 이재명 | 통과        | 본경선 진출 |
| 정세균 | 통과        | 본경선 진출 |
| 이낙연 | 통과        | 본경선 진출 |
| 박용진 | 통과        | 본경선 진출 |
| 양승조 | 미통과      |             |
| 최문순 | 미통과      |             |
| 김두관 | 통과        | 본경선 진출 |

### 본경선

#### 결과
| 발표일    | 권역           | 이재명  | 김두관 | 정세균 | 이낙연  | 박용진 | 추미애  | 합계      |
| --------- | -------------- | ------- | ------ | ------ | ------- | ------ | ------- | --------- |
| 9월 4일   | 대전·충남      | 14,012  | 214    | 2,003  | 7,007   | 624    | 1,704   | 25,564    |
| 9월 4일   | 대전·충남      | 54.81%  | 0.84%  | 7.84%  | 27.41%  | 2.44%  | 6.67%   | 100%      |
| 9월 5일   | 세종·충북      | 7,035   | 120    | 708    | 3,834   | 287    | 915     | 12,899    |
| 9월 5일   | 세종·충북      | 54.54%  | 0.93%  | 5.49%  | 29.72%  | 2.22%  | 7.09%   | 100%      |
| 9월 11일  | 대구·경북      | 5,999   | 151    | 423    | 3,284   | 137    | 1,741   | 11,735    |
| 9월 11일  | 대구·경북      | 51.12%  | 1.29%  | 3.60%  | 27.98%  | 1.17%  | 14.84%  | 100%      |
| 9월 12일  | 1차 전국       | 253,762 | 2,974  | 20,014 | 156,203 | 5,742  | 57,977  | 496,672   |
| 9월 12일  | 1차 전국       | 51.09%  | 0.60%  | 4.03%  | 31.45%  | 1.16%  | 11.67%  | 100%      |
| 9월 12일  | 강원           | 5,048   | 67     | 583    | 2,462   | 173    | 785     | 9,118     |
| 9월 12일  | 강원           | 55.36%  | 0.73%  | 6.39%  | 27.00%  | 1.90%  | 8.61%   | 100%      |
| 9월 25일  | 광주·전남      | 33,726  | 677    | -      | 33,848  | 471    | 3,113   | 71,835    |
| 9월 25일  | 광주·전남      | 46.95%  | 0.94%  | -      | 47.12%  | 0.66%  | 4.33%   | 100%      |
| 9월 26일  | 전북           | 22,276  | 208    | -      | 15,715  | 512    | 2,127   | 40,838    |
| 9월 26일  | 전북           | 54.55%  | 0.51%  | -      | 38.48%  | 1.25%  | 5.21%   | 100%      |
| 10월 1일  | 제주           | 3,944   | -      | -      | 2,482   | 69     | 455     | 6,950     |
| 10월 1일  | 제주           | 56.75%  | -      | -      | 35.71%  | 0.99%  | 6.55%   | 100%      |
| 10월 2일  | 부산·울산·경남 | 19,698  | -      | -      | 11,969  | 461    | 3,468   | 35,596    |
| 10월 2일  | 부산·울산·경남 | 55.34%  | -      | -      | 33.62%  | 1.30%  | 9.74%   | 100%      |
| 10월 3일  | 2차 전국       | 172,237 | -      | -      | 99,140  | 7,505  | 17,232  | 296,114   |
| 10월 3일  | 2차 전국       | 58.17%  | -      | -      | 33.48%  | 2.53%  | 5.82%   | 100%      |
| 10월 3일  | 인천           | 7,800   | -      | -      | 5,132   | 204    | 1,341   | 14,477    |
| 10월 3일  | 인천           | 53.88%  | -      | -      | 35.45%  | 1.41%  | 9.26%   | 100%      |
| 10월 9일  | 경기           | 56,820  | -      | -      | 29,248  | 1,385  | 8,388   | 95,841    |
| 10월 9일  | 경기           | 59.29%  | -      | -      | 30.52%  | 1.45%  | 8.75%   | 100%      |
| 10월 10일 | 재외           | 1,370   | -      | -      | 2,403   | 9      | 541     | 4,323     |
| 10월 10일 | 재외           | 31.69%  | -      | -      | 55.59%  | 0.21%  | 12.51%  | 100%      |
| 10월 10일 | 3차 전국       | 70,441  | -      | -      | 155,220 | 2,784  | 20,435  | 248,880   |
| 10월 10일 | 3차 전국       | 28.30%  | -      | -      | 62.37%  | 1.12%  | 8.21%   | 100%      |
| 10월 10일 | 서울           | 45,737  | -      | -      | 32,445  | 1,898  | 8,813   | 88,893    |
| 10월 10일 | 서울           | 51.45%  | -      | -      | 36.50%  | 2.14%  | 9.91%   | 100%      |
| 누적      | 누적           | 719,905 | -      | -      | 560,392 | 22,261 | 129,035 | 1,431,593 |
| 누적      | 누적           | 50.29%  | -      | -      | 39.14%  | 1.55%  | 9.01%   | 100%      |

#### 상세 결과
| 권역           | 투표일              | 구분     | 이재명  | 김두관 | 정세균 | 이낙연  | 박용진 | 추미애 | 합계      |
| -------------- | ------------------- | -------- | ------- | ------ | ------ | ------- | ------ | ------ | --------- |
| 대전·충남      | 8월 31일~ 9월 4일   | 권리당원 | 13,685  | 213    | 1,827  | 6,748   | 621    | 1,691  | 24,785    |
| 대전·충남      | 8월 31일~ 9월 4일   | 권리당원 | 55.21%  | 0.86%  | 7.37%  | 27.23%  | 2.51%  | 6.82%  | 100%      |
| 대전·충남      | 9월 4일             | 대의원   | 324     | 1      | 175    | 255     | 3      | 13     | 771       |
| 대전·충남      | 9월 4일             | 대의원   | 42.02%  | 0.13%  | 22.70% | 33.07%  | 0.39%  | 1.69%  | 100%      |
| 대전·충남      | 9월 4일             | 국민     | 3       | 0      | 1      | 4       | 0      | 0      | 8         |
| 대전·충남      | 9월 4일             | 국민     | 37.50%  | 0.00%  | 12.50% | 50.00%  | 0.00%  | 0.00%  | 100%      |
| 세종·충북      | 9월 1일~ 9월 5일    | 권리당원 | 6,828   | 108    | 667    | 3,636   | 286    | 903    | 12,428    |
| 세종·충북      | 9월 1일~ 9월 5일    | 권리당원 | 54.94%  | 0.87%  | 5.37%  | 29.26%  | 2.30%  | 7.27%  | 100%      |
| 세종·충북      | 9월 5일             | 대의원   | 204     | 12     | 41     | 195     | 1      | 12     | 465       |
| 세종·충북      | 9월 5일             | 대의원   | 43.87%  | 2.58%  | 8.82%  | 41.94%  | 0.22%  | 2.58%  | 100%      |
| 세종·충북      | 9월 5일             | 국민     | 3       | 0      | 0      | 3       | 0      | 0      | 6         |
| 세종·충북      | 9월 5일             | 국민     | 50.00%  | 0.00%  | 0.00%  | 50.00%  | 0.00%  | 0.00%  | 100%      |
| 대구·경북      | 9월 7일~ 9월 11일   | 권리당원 | 5,489   | 104    | 338    | 3,063   | 128    | 1,671  | 10,793    |
| 대구·경북      | 9월 7일~ 9월 11일   | 권리당원 | 50.86%  | 0.96%  | 3.13%  | 28.38%  | 1.19%  | 15.48% | 100%      |
| 대구·경북      | 9월 7일~ 9월 11일   | 대의원   | 505     | 46     | 85     | 218     | 9      | 70     | 933       |
| 대구·경북      | 9월 7일~ 9월 11일   | 대의원   | 54.13%  | 4.93%  | 9.11%  | 23.37%  | 0.96%  | 7.50%  | 100%      |
| 대구·경북      | 9월 11일            | 국민     | 5       | 1      | 0      | 3       | 0      | 0      | 9         |
| 대구·경북      | 9월 11일            | 국민     | 55.56%  | 11.11% | 0.00%  | 33.33%  | 0.00%  | 0.00%  | 100%      |
| 1차 전국       | 9월 8일~ 9월 12일   | 국민     | 253,762 | 2,974  | 20,014 | 156,203 | 5,742  | 57,977 | 496,672   |
| 1차 전국       | 9월 8일~ 9월 12일   | 국민     | 51.09%  | 0.60%  | 4.03%  | 31.45%  | 1.16%  | 11.67% | 100%      |
| 강원           | 9월 8일~ 9월 12일   | 권리당원 | 4,842   | 62     | 499    | 2,320   | 168    | 771    | 8,662     |
| 강원           | 9월 8일~ 9월 12일   | 권리당원 | 55.90%  | 0.72%  | 5.76%  | 26.78%  | 1.94%  | 8.90%  | 100%      |
| 강원           | 9월 8일~ 9월 12일   | 대의원   | 203     | 5      | 84     | 141     | 5      | 14     | 452       |
| 강원           | 9월 8일~ 9월 12일   | 대의원   | 44.91%  | 1.11%  | 18.58% | 31.19%  | 1.11%  | 3.10%  | 100%      |
| 강원           | 9월 12일            | 국민     | 3       | 0      | 0      | 1       | 0      | 0      | 4         |
| 강원           | 9월 12일            | 국민     | 75.00%  | 0.0%   | 0.0%   | 25.0%   | 0.0%   | 0.0%   | 100%      |
| 광주·전남      | 9월 21일~ 9월 25일  | 권리당원 | 33,118  | 620    | -      | 33,211  | 461    | 3,086  | 70,496    |
| 광주·전남      | 9월 21일~ 9월 25일  | 권리당원 | 46.98%  | 0.88%  | -      | 47.11%  | 0.65%  | 4.38%  | 100%      |
| 광주·전남      | 9월 21일~ 9월 25일  | 대의원   | 588     | 56     | -      | 600     | 10     | 25     | 1,279     |
| 광주·전남      | 9월 21일~ 9월 25일  | 대의원   | 45.97%  | 4.38%  | -      | 46.91%  | 0.78%  | 1.95%  | 100%      |
| 광주·전남      | 9월 25일            | 국민     | 20      | 1      | -      | 37      | 0      | 2      | 60        |
| 광주·전남      | 9월 25일            | 국민     | 33.33%  | 1.67%  | -      | 61.67%  | 0.00%  | 3.33%  | 100%      |
| 전북           | 9월 22일~ 9월 26일  | 권리당원 | 21,885  | 199    | -      | 15,454  | 506    | 2,103  | 40,147    |
| 전북           | 9월 22일~ 9월 26일  | 권리당원 | 54.51%  | 0.50%  | -      | 38.49%  | 1.26%  | 5.24%  | 100%      |
| 전북           | 9월 22일~ 9월 26일  | 대의원   | 383     | 8      | -      | 255     | 6      | 23     | 675       |
| 전북           | 9월 22일~ 9월 26일  | 대의원   | 56.74%  | 1.19%  | -      | 37.78%  | 0.89%  | 3.41%  | 100%      |
| 전북           | 9월 26일            | 국민     | 8       | 1      | -      | 6       | 0      | 1      | 16        |
| 전북           | 9월 26일            | 국민     | 50.00%  | 6.25%  | -      | 37.50%  | 0.00%  | 6.25%  | 100%      |
| 제주           | 9월 27일~ 10월 1일  | 권리당원 | 3,834   | -      | -      | 2,417   | 69     | 449    | 6,769     |
| 제주           | 9월 27일~ 10월 1일  | 권리당원 | 56.64%  | -      | -      | 35.71%  | 1.02%  | 6.63%  | 100%      |
| 제주           | 9월 27일~ 10월 1일  | 대의원   | 110     | -      | -      | 63      | 0      | 6      | 179       |
| 제주           | 9월 27일~ 10월 1일  | 대의원   | 61.45%  | -      | -      | 35.20%  | 0.00%  | 3.35%  | 100%      |
| 제주           | 10월 1일            | 국민     | 0       | -      | -      | 2       | 0      | 0      | 2         |
| 제주           | 10월 1일            | 국민     | 0.00%   | -      | -      | 100%    | 0.00%  | 0.00%  | 100%      |
| 부산·울산·경남 | 9월 28일~ 10월 2일  | 권리당원 | 18,678  | -      | -      | 11,389  | 438    | 3,354  | 33,859    |
| 부산·울산·경남 | 9월 28일~ 10월 2일  | 권리당원 | 55.16%  | -      | -      | 33.64%  | 1.29%  | 9.91%  | 100%      |
| 부산·울산·경남 | 9월 28일~ 10월 2일  | 대의원   | 1,013   | -      | -      | 571     | 23     | 111    | 1,718     |
| 부산·울산·경남 | 9월 28일~ 10월 2일  | 대의원   | 58.96%  | -      | -      | 33.24%  | 1.34%  | 6.46%  | 100%      |
| 부산·울산·경남 | 10월 2일            | 국민     | 7       | -      | -      | 9       | 0      | 3      | 19        |
| 부산·울산·경남 | 10월 2일            | 국민     | 36.84%  | -      | -      | 47.37%  | 0.00%  | 15.79% | 100%      |
| 2차 전국       | 9월 29일~ 10월 3일  | 국민     | 172,237 | -      | -      | 99,140  | 7,505  | 17,232 | 296,114   |
| 2차 전국       | 9월 29일~ 10월 3일  | 국민     | 58.17%  | -      | -      | 33.48%  | 2.53%  | 5.82%  | 100%      |
| 인천           | 9월 29일~ 10월 3일  | 권리당원 | 7,449   | -      | -      | 4,876   | 196    | 1,327  | 13,848    |
| 인천           | 9월 29일~ 10월 3일  | 권리당원 | 53.79%  | -      | -      | 35.21%  | 1.42%  | 9.58%  | 100%      |
| 인천           | 9월 29일~ 10월 3일  | 대의원   | 348     | -      | -      | 254     | 8      | 14     | 624       |
| 인천           | 9월 29일~ 10월 3일  | 대의원   | 55.77%  | -      | -      | 40.71%  | 1.28%  | 2.24%  | 100%      |
| 인천           | 10월 3일            | 국민     | 3       | -      | -      | 2       | 0      | 0      | 5         |
| 인천           | 10월 3일            | 국민     | 60.00%  | -      | -      | 40.00%  | 0.00%  | 0.00%  | 100%      |
| 경기           | 10월 5일~ 10월 9일  | 권리당원 | 55,019  | -      | -      | 28,184  | 1,307  | 8,241  | 92,751    |
| 경기           | 10월 5일~ 10월 9일  | 권리당원 | 59.32%  | -      | -      | 30.39%  | 1.41%  | 8.89%  | 100%      |
| 경기           | 10월 5일~ 10월 9일  | 대의원   | 1,789   | -      | -      | 1,058   | 78     | 145    | 3,070     |
| 경기           | 10월 5일~ 10월 9일  | 대의원   | 58.27%  | -      | -      | 34.46%  | 2.54%  | 4.72%  | 100%      |
| 경기           | 10월 9일            | 국민     | 12      | -      | -      | 6       | 0      | 2      | 20        |
| 경기           | 10월 9일            | 국민     | 60.00%  | -      | -      | 30.00%  | 0.00%  | 10.00% | 100%      |
| 재외           | 10월 6일~ 10월 8일  | 재외     | 1,370   | -      | -      | 2,403   | 9      | 541    | 4,323     |
| 재외           | 10월 6일~ 10월 8일  | 재외     | 31.69%  | -      | -      | 55.59%  | 0.21%  | 12.51% | 100%      |
| 3차 전국       | 10월 6일~ 10월 10일 | 국민     | 70,441  | -      | -      | 155,220 | 2,784  | 20,435 | 248,880   |
| 3차 전국       | 10월 6일~ 10월 10일 | 국민     | 28.30%  | -      | -      | 62.37%  | 1.12%  | 8.21%  | 100%      |
| 서울           | 10월 6일~ 10월 10일 | 권리당원 | 44,100  | -      | -      | 31,320  | 1,746  | 8,687  | 85,853    |
| 서울           | 10월 6일~ 10월 10일 | 권리당원 | 51.37%  | -      | -      | 36.48%  | 2.03%  | 10.12% | 100%      |
| 서울           | 10월 6일~ 10월 10일 | 대의원   | 1,617   | -      | -      | 1,101   | 152    | 125    | 2,995     |
| 서울           | 10월 6일~ 10월 10일 | 대의원   | 53.99%  | -      | -      | 36.76%  | 5.08%  | 4.17%  | 100%      |
| 서울           | 10월 10일           | 국민     | 20      | -      | -      | 24      | 0      | 1      | 45        |
| 서울           | 10월 10일           | 국민     | 44.44%  | -      | -      | 53.33%  | 0.00%  | 2.22%  | 100%      |
| 누적           | 누적                | 권리당원 | 214,927 | -      | -      | 142,618 | 5,926  | 32,283 | 395,754   |
| 누적           | 누적                | 권리당원 | 54.31%  | -      | -      | 36.04%  | 1.50%  | 8.16%  | 100%      |
| 누적           | 누적                | 대의원   | 7,084   | -      | -      | 4,711   | 295    | 558    | 12,648    |
| 누적           | 누적                | 대의원   | 56.01%  | -      | -      | 37.25%  | 2.33%  | 4.41%  | 100%      |
| 누적           | 누적                | 국민     | 496,524 | -      | -      | 410,660 | 16,031 | 95,653 | 1,018,868 |
| 누적           | 누적                | 국민     | 48.73%  | -      | -      | 40.31%  | 1.57%  | 9.39%  | 100%      |
| 누적           | 누적                | 재외     | 1,370   | -      | -      | 2,403   | 9      | 541    | 4,323     |
| 누적           | 누적                | 재외     | 31.69%  | -      | -      | 55.59%  | 0.21%  | 12.51% | 100%      |

## 투표율
| 권역           | 투표자 수 | 선거인 수 | 투표율 |
| -------------- | --------- | --------- | ------ |
| 대전·충남      | 25,564    | 52,820    | 48.40% |
| 세종·충북      | 12,899    | 23,803    | 54.19% |
| 대구·경북      | 11,735    | 16,170    | 72.57% |
| 1차 전국       | 496,672   | 641,922   | 77.37% |
| 강원           | 9,118     | 16,292    | 55.97% |
| 광주·전남      | 71,835    | 127,823   | 56.20% |
| 전북           | 40,838    | 76,191    | 53.60% |
| 제주           | 6,971     | 13,346    | 52.23% |
| 부산·울산·경남 | 35,832    | 62,098    | 57.70% |
| 2차 전국       | 296,114   | 496,339   | 59.66% |
| 인천           | 14,477    | 22,818    | 63.45% |
| 경기           | 95,841    | 164,696   | 58.19% |
| 재외           | 4,323     | 4,933     | 87.63% |
| 3차 전국       | 248,880   | 305,779   | 81.39% |
| 서울           | 88,893    | 144,481   | 61.53% |
| 누적           | 1,459,992 | 2,169,511 | 67.30% |

### 상세 투표율
| 권역           | 구분      | 투표자 수 | 선거인 수 | 투표율 |
| -------------- | --------- | --------- | --------- | ------ |
| 대전·충남      | 권리당원  | 24,785    | 51,776    | 47.87% |
| 대전·충남      | 대의원    | 771       | 980       | 78.67% |
| 대전·충남      | 국민      | 8         | 64        | 12.50% |
| 세종·충북      | 권리당원  | 12,428    | 23,194    | 53.58% |
| 세종·충북      | 대의원    | 465       | 580       | 80.17% |
| 세종·충북      | 국민      | 6         | 29        | 20.69% |
| 대구·경북      | 권리당원  | 10,793    | 15,118    | 71.39% |
| 대구·경북      | 대의원    | 933       | 1,010     | 92.38% |
| 대구·경북      | 국민      | 9         | 42        | 21.43% |
| 1차 전국       | 국민      | 496,672   | 641,922   | 77.37% |
| 강원           | 권리당원  | 8,662     | 15,797    | 54.83% |
| 강원           | 대의원    | 452       | 480       | 94.17% |
| 강원           | 국민      | 4         | 15        | 26.67% |
| 광주·전남      | 권리당원  | 70,496    | 126,165   | 55.88% |
| 광주·전남      | 대의원    | 1,279     | 1,355     | 94.39% |
| 광주·전남      | 국민      | 60        | 303       | 19.80% |
| 전북           | 권리당원  | 40,147    | 75,367    | 53.27% |
| 전북           | 대의원    | 675       | 722       | 93.49% |
| 전북           | 국민      | 16        | 102       | 15.69% |
| 제주           | 권리당원  | 6,769     | 13,135    | 51.53% |
| 제주           | 대의원    | 179       | 191       | 93.72% |
| 제주           | 국민      | 2         | 20        | 10.00% |
| 제주           | 분류 미상 | 21        | -         | -      |
| 부산·울산·경남 | 분류 미상 | 236       | -         | -      |
| 부산·울산·경남 | 권리당원  | 33,859    | 60,070    | 56.37% |
| 부산·울산·경남 | 대의원    | 1,718     | 1,935     | 88.79% |
| 부산·울산·경남 | 국민      | 19        | 93        | 20.43% |
| 2차 전국       | 국민      | 296,114   | 496,339   | 59.66% |
| 인천           | 권리당원  | 13,848    | 22,083    | 62.71% |
| 인천           | 대의원    | 624       | 698       | 89.40% |
| 인천           | 국민      | 5         | 37        | 13.51% |
| 경기           | 권리당원  | 92,751    | 161,093   | 57.58% |
| 경기           | 대의원    | 3,070     | 3,415     | 89.90% |
| 경기           | 국민      | 20        | 188       | 10.64% |
| 재외           | 재외      | 4,323     | 4,933     | 87.63% |
| 3차 전국       | 국민      | 248,880   | 305,779   | 81.39% |
| 서울           | 권리당원  | 85,853    | 140,858   | 60.95% |
| 서울           | 대의원    | 2,995     | 3,358     | 89.19% |
| 서울           | 국민      | 45        | 265       | 16.98% |
| 누적           | 권리당원  | 400,391   | 704,656   | 56.82% |
| 누적           | 대의원    | 13,161    | 14,724    | 89.38% |
| 누적           | 국민      | 1,041,860 | 1,445,198 | 72.09% |
| 누적           | 재외      | 4,323     | 4,933     | 87.63% |
| 누적           | 분류 미상 | 257       | -         | -      |

### 온라인 투표·ARS 투표
| 권역           | 구분     | 투표자 수 | 투표자 수 |
| 권역           | 구분     | 온라인    | ARS       |
| -------------- | -------- | --------- | --------- |
| 대전·충남      | 권리당원 | 19,288    | 5,497     |
| 세종·충북      | 권리당원 | 9,724     | 2,704     |
| 대구·경북      | 권리당원 | 9,536     | 1,257     |
| 대구·경북      | 대의원   | 831       | 102       |
| 1차 전국       | 국민     | 451,630   | 45,042    |
| 강원           | 권리당원 | 6,971     | 1,691     |
| 강원           | 대의원   | 411       | 41        |
| 광주·전남      | 권리당원 | 50,826    | 19,670    |
| 광주·전남      | 대의원   | 1,148     | 131       |
| 전북           | 권리당원 | 26,900    | 13,247    |
| 전북           | 대의원   | 594       | 81        |
| 제주           | 권리당원 | 5,325     | 1,444+a   |
| 제주           | 대의원   | 167       | 12+a      |
| 부산·울산·경남 | 권리당원 | 27,757    | 6,102+a   |
| 부산·울산·경남 | 대의원   | 1,551     | 167+a     |
| 2차 전국       | 국민     | 246,557   | 49,557    |
| 인천           | 권리당원 | 11,352    | 2,496     |
| 인천           | 대의원   | 524       | 100       |
| 경기           | 권리당원 | 74,888    | 17,863    |
| 경기           | 대의원   | 2,704     | 366       |
| 재외           | 재외     | 4,323     | -         |
| 3차 전국       | 국민     | 228,427   | 20,453    |
| 서울           | 권리당원 | 66,058    | 19,795    |
| 서울           | 대의원   | 2,559     | 436       |

## 일정
- 6월 28일 ~ 6월 30일: 예비경선 후보자 등록
- 7월 5일 ~ 7월 11일: 국민 선거인단 1차 모집
- 7월 9일 ~ 7월 11일: 예비경선 여론조사·당원조사 실시
- 7월 11일: 예비경선 결과 발표, 본경선 후보자 확정
- 7월 16일 ~ 8월 3일: 국민 선거인단 2차 모집
- 9월 1일 ~ 9월 14일: 국민 선거인단 3차 모집
  - 8월 31일 ~ 9월 1일: 온라인 투표(대전·충남 권리당원)
  - 9월 2일 ~ 9월 4일: ARS 투표(대전·충남 권리당원)
  - 9월 4일: 현장 투표(대전·충남 대의원·국민)
- 9월 4일: 대전·충남 투표 결과 발표
  - 9월 1일 ~ 9월 2일: 온라인 투표(세종·충북 권리당원)
  - 9월 3일 ~ 9월 5일: ARS 투표(세종·충북 권리당원)
  - 9월 5일: 현장 투표(세종·충북 대의원·국민)
- 9월 5일: 세종·충북 투표 결과 발표
  - 9월 7일 ~ 9월 8일: 온라인 투표(대구·경북 대의원·권리당원)
  - 9월 9일 ~ 9월 11일: ARS 투표(대구·경북 대의원·권리당원)
  - 9월 11일: 현장 투표(대구·경북 국민)
- 9월 11일: 대구·경북 투표 결과 발표
  - 9월 8일 ~ 9월 9일: 온라인 투표(강원 대의원·권리당원 & 1차 국민)
  - 9월 10일 ~ 9월 12일: ARS 투표(강원 대의원·권리당원 & 1차 국민)
  - 9월 12일: 현장 투표(강원 국민)
- 9월 12일: 강원 & 1차 국민 선거인단 투표 결과 발표
  - 9월 21일 ~ 9월 22일: 온라인 투표(광주·전남 대의원·권리당원)
  - 9월 23일 ~ 9월 25일: ARS 투표(광주·전남 대의원·권리당원)
  - 9월 25일: 현장 투표(광주·전남 국민)
- 9월 25일: 광주·전남 투표 결과 발표
  - 9월 22일 ~ 9월 23일: 온라인 투표(전북 대의원·권리당원)
  - 9월 24일 ~ 9월 26일: ARS 투표(전북 대의원·권리당원)
  - 9월 26일: 현장 투표(전북 국민)
- 9월 26일: 전북 투표 결과 발표
  - 9월 27일 ~ 9월 28일: 온라인 투표(제주 대의원·권리당원)
  - 9월 29일 ~ 10월 1일: ARS 투표(제주 대의원·권리당원)
  - 10월 1일: 현장 투표(제주 국민)
- 10월 1일: 제주 투표 결과 발표
  - 9월 28일 ~ 9월 29일: 온라인 투표(부산·울산·경남 대의원·권리당원)
  - 9월 30일 ~ 10월 2일: ARS 투표(부산·울산·경남 대의원·권리당원)
  - 10월 2일: 현장 투표(부산·울산·경남 국민)
- 10월 2일: 부산·울산·경남 투표 결과 발표
  - 9월 29일 ~ 9월 30일: 온라인 투표(인천 대의원·권리당원 & 2차 국민)
  - 10월 1일 ~ 10월 3일: ARS 투표(인천 대의원·권리당원 & 2차 국민)
  - 10월 3일: 현장 투표(인천 국민)
- 10월 3일: 인천 & 2차 국민 선거인단 투표 결과 발표
- 10월 6일 ~ 10월 8일: 재외국민 선거인단 온라인 투표
  - 10월 5일 ~ 10월 6일: 온라인 투표(경기 대의원·권리당원)
  - 10월 7일 ~ 10월 9일: ARS 투표(경기 대의원·권리당원)
  - 10월 9일: 현장 투표(경기 대의원·국민)
- 10월 9일: 경기 투표 결과 발표
  - 10월 6일 ~ 10월 7일: 온라인 투표(서울 대의원·권리당원 & 3차 국민)
  - 10월 8일 ~ 10월 10일: ARS 투표(서울 대의원·권리당원 & 3차 국민)
  - 10월 10일: 현장 투표(서울 국민)
- 10월 10일: 서울 & 3차 국민 선거인단 투표 결과 발표

## 논란

### 국민의힘 최고위원 선거인단 신청 논란
김재원 국민의힘 최고위원이 7월 11일 페이스북에 추미애 예비후보를 찍겠다며 국민선거인단을 신청해 논란이 있었다. 김재원은 "김부선이 지지 선언을 하면 몰라도 이재명 후보에게는 손이 가지 않는다. TV에 나와 인생곡으로 여자대통령을 한 곡조 뽑은 추미애 후보에게 마음이 간다"며 경선 선거인단에 신청하며 정권 교체에 힘을 보태달라고 부탁했다. 이에 대해 '인력을 동원하여 경선을 방해한다'라는 얘기가 나오자 김재원은 "왜 화를 내는지 모르겠다. 자기들이 나한테 선거인단이 되어달라고 하지 않았느냐?"라며 "내가 만약에 이재명이었다면 '내가 가장 센 사람이라 겁이 나느냐, 그래도 센 주먹끼리 한 판 붙도록 나를 찍어주면 좋겠다'라고 말했을 것이다"라고 해명했다.

## 같이 보기
- 대한민국 제20대 대통령 선거
- 대한민국 제20대 대통령 선거 국민의힘 후보 경선
- 대한민국 제20대 대통령 선거 정의당 후보 경선
- 대한민국 제20대 대통령 선거 국민의당 후보 선출